# 罗森海姆
罗森海姆（德語：Rosenheim，發音：[ˈʁoːzn̩ˌhaɪm] ⓘ）是德国巴伐利亚州上巴伐利亚行政区的非县辖城市，也是罗森海姆县的县治，面积37.22平方千米，2023年12月31日总人口为65,192人。其位于上巴伐利亚的阿尔卑斯山麓地区，因河与芒法尔河交汇处，是巴伐利亚州东南部文化和经济中心城市，工农业均很发达，特别是以木材工业著称。

## 历史
公元前15年罗马人在此建立了一个兵站。由于因河上交通的发展，中世纪时这里成为船夫们的定居点。1328年正式获得了“市场城市”地位。1864年该城被巴伐利亚国王路德维希二世接管。纳粹时期该城的犹太人遭到了严重的迫害。盟军进攻德国时对该城进行了猛烈的轰炸。

## 人物
- 赫尔曼·戈林，纳粹空军元帅
- 汉斯-乌尔里希·鲁德尔，纳粹王牌飞行员
- 埃德蒙·施托伊贝尔，政治家
- 拉尔斯·本德，足球运动员
- 斯文·本德，足球运动员

## 教育
罗森海姆应用技术大学是德南地区尤以木材（Holztechnik）和经济工程（Wirtschaftsingenieurwesen）专业著称的高等学府。

## 友好城市
- 義大利 拉齐塞（1974年）
- 法國 布里扬松（1979年）
- 日本 市川市（2004年）